# Gaius Norbanus Flaccus (Konsul 15)
Gaius Norbanus Flaccus war ein römischer Senator in der frühen Kaiserzeit.
Gaius Norbanus Flaccus entstammte  einer plebejischen Senatorenfamilie, die wohl aus dem volskischen Norba stammte und im 1. Jahrhundert v. Chr. durch den homo novus Gaius Norbanus bis zum Konsulat im Jahre 83 v. Chr. und damit in die Nobilität gelangt und unter Gaius Iulius Caesar und Augustus weiter aufgestiegen war. Er war der ältere Sohn des Konsuls von 24 v. Chr. Gaius Norbanus Flaccus und der Cornelia sowie der Bruder des Lucius Norbanus Balbus, der bald nach ihm, nämlich im Jahre 19 n. Chr., ordentlicher Konsul wurde.
Gaius Norbanus’ Geburtsdatum und die Anfänge seiner politischen Laufbahn sind nicht überliefert. Er wurde im Jahre 11 n. Chr. von Kaiser Augustus zum Praetor urbanus bestimmt. Diese Ernennung zeigt, wie sehr sich Norbanus der Gunst des Augustus erfreute, denn das Amt des Stadtprätors galt als die vornehmste Prätorenstelle und war entsprechend begehrt. Auch Augustus’ Nachfolger Tiberius muss ihn geschätzt haben, denn er stieg bereits im Jahre 15 für das erste Halbjahr zum ordentlichen Konsul auf, wobei sein Amtskollege der Sohn des Kaisers, Drusus der Jüngere, war. Da über seinen weiteren Werdegang nichts überliefert ist und keine der antiken Quellen etwas darüber berichtet, dass er Statthalter einer Provinz geworden oder in Ungnade gefallen wäre, ist zu vermuten, dass er bald nach seinem Konsulat gestorben ist.